# 코스모스 (1980년 텔레비전 프로그램)
《코스모스》(Cosmos: A Personal Voyage)는 우주와 생명을 주제로 한 13부작 텔레비전 다큐멘터리 시리즈로, 미국의 PBS에서 방송되었다.
칼 세이건, 앤 드리앤, 스티븐 소터가 저술하였고, 천문학을 중심으로 하여 우주와 천문학의 역사, 인류의 원시 문명으로부터 현대에 이르기까지의 지식과 철학적인 내용을 담고 있다.
매회 칼 세이건이 상상의 우주선(SOTI, Ship of the imagination)을 타고 우주 법칙과 생명 진화 등과 관련된 내용을 설명하는 형식으로 진행되며, 그리스 음악가인 반젤리스의 여러 앨범의 음악이 사용되었다. 에미상과 피버디 상을 수상하였다.
2014년 미국 NGC에서 원조 코스모스의 속편 격으로 그간의 새로운 과학적 성과를 추가해 동명의 새로운 다큐(코스모스: 시간과 공간을 초월한 빅 히스토리, Cosmos: A Spacetime Odyssey)를 선보였다.

## 같이 보기
- 코스모스 (책)
- 코스모스 (2014년 텔레비전 프로그램)